# Slovo od mladosti (opera)
Slovo od mladosti (prvotni naslov Prešeren) je opera v treh dejanjih skladatelja Danila Švara. Libreto je po Prešernovih verzih napisal Ljuba Prenner.
Krstna predstava je bila na odru ljubljanske Opere 21. marca 1954 in je bila sprejeta z veliko naklonjenostjo občinstva in kritikov. Dirigent predstave je bil skladatelj sam, režiser pa Ciril Debevec.
Najbolj znana odlomka iz opere sta duet Julije in Prešerna ter magistrale iz drugega dejanja.

## Osebe
- dr. France Prešeren - tenor
- Julijana Primic, rojena Bartl - alt
- Julija, njena edinka - sopran
- Jožef Anzelm pl. Scheuchenstuel - bariton
- Andrej Smole, trgovec in posestnik - tenor
- Matija Čop, licejski knjižničar - bas
- Miha Kastelic, urednik Kranjske Čebelice
- Jurij Pauschek, profesor bogoslovja
- Janez Bleiweis, doktor veterine
- Primož, stari trnovski mežnar - bas
- Anton Wolf, ljubljanski škof - bas
- Povodni mož, pevec - bas
- Urška, pevka - sopran
- fantje, dekleta, meščanke, meščani

## Vsebina
Dejanje se godi v Ljubljani med leti 1833—1838.

### Prvo dejanje
Na velikonočno soboto leta 1833 pridejo Prešeren, Čop, Smole in Kastelic pred trnovsko cerkev, da bi po maši počakali dekleta, ter jim voščili praznike. Prešeren ima za njih novo pesmico, Smole in Kastelic pa gresta tudi po svoje vezilo. Prešeren in Čop ostaneta sama in Prešeren izpove Čopu s pesmijo »Okusil zgodaj sem tvoj sad, spoznanje« svoje grenke misli o življenju. Medtem zazvone zvonovi in Čop mu prepodi temne misli ter stopi za Smoletom in Kastelicem. Prešeren pa gre v cerkev, da si ogleda dekleta. Bogata vdova Julijana Primčeva in njena hčerka Julija se na poti v cerkev pogovarjata o ženinu, bogatem Jožefu pl. Scheuchenstuelu, s katerim jo čaka srečno življenje. Julija pa se pomišlja z njim poročiti, ker ga ne ljubi. Mati pa jo prepričuje, da je dovolj, če ga ima rada, ljubezen pa da pride v skupnem življenju. Ko stopita v cerkev, zagleda Prešeren Julijo in spozna, da je to njegova usodna ljubezen.
Dekleta in fantje se vsujejo iz cerkve, Smole in Kastelic pa prineseta iz Trnovega košaro pomaranč za dekleta, ki odidejo s fanti zanje igrat za cerkev. Julija pride z dekleti iz cerkve in ko se te poslovijo ter ostane sama, da bi počakala na mater, jo Prešeren ogovori. Pove ji, da mu je »v srce pala iskra ognjena« iz njenih oči, Julija pa ga v zadregi posvari, naj čuje nad pogledi, kdor ljubi svobodo srca. Mati ju prekine, pokliče Julijo in gre v družbi Scheuchestuela domov. Prešeren presunjen gleda za Julijo.

### Drugo dejanje
Žegnanje pri sv. Jakobu leto pozneje.
Postavljeno je plesišče in oder. Mladina se zabava, Smole je med njimi in jim šaljivo predstavlja literate, »dihurja« Čopa in muholovca Kastelica, ki so prišli z Bleiweisom in Pauškom gledat uprizoritev Prešernovega »Povodnega moža«. Tudi Primčeva, Julija in Scheuchenstuel pridejo in Scheuchenstuel opazi, da se je Julijin pogled ujel s Prešernovim, prosi jo, naj ga ne gleda, saj že vsa Ljubljana pripoveduje o tem, da povsod postopa za njo. Julija mu to s Prešernovimi verzi šaljivo zanika ter prekine razgovore, češ da jo išče mama. Scheuchenstuel se zaplete s Primčevo v pogovor, Julija pa pride spet k mizi, kjer jo Prešernov pogled znova priklene, kar opazita tudi Primčeva in Scheuchenstuel. V tem naznani Smole pričetek predstave. Kastelic uvede balado »Od nekdaj lepe so Ljubljanke slovele«, balado o lepi Urški, ki je vodila vse moške za nos in si je končno izbrala povodnega moža, ki jo je potegnil s seboj v Ljubljanico. V domačem jeziku zapeta pesem navduši poslušalce, kar je Primčevi mučno, tako da naglo odide z Julijo in Scheuchenstuelom. Ko pa vpraša Smole Pauška, klerikalnega kritika in cenzorja, za mnenje o Prešernovi pesmi, mu ta odgovori, da je »balade pet mlatva prazne slame«, v čemer ga še Bleiweis podpre, češ da to žali »muzo sramežljivo«. Smole, Čop in ljudstvo ju ogorčeno prisilijo, da odideta, Prešeren pa na njihovo tolažbo odgovori, da je »slep, kdor se s petjem ukvarja«, a da se bodo tudi glede slovenske pesmi »vremena Kranjcem zjasnila, jim milši zvezde zasijale in pesmi bolj sloveče se glasile«, kar ljudstvo navdušeno ponovi za njim.

### Tretje dejanje
Pri Primčevih doma.
Julija prebira na vrtu eno Prešernovih pesmi, ki jih ji je on pošiljal, in je vsa razdvojena, ker tudi sama ne ve, ali ga ljubi ali pa samo sočustvuje z njim. Mati jo pokliče v hišo ter ji prigovarja, naj vzame Scheuchenstuela.
Če pa misli, da ljubi Prešerna, naj se odloči brez ozira na njo — Julija pa prepusti materi odločitev in zbeži na vrt. Tam poje, da iskra, ki je padla Prešernu v srce, tudi njo boli, ker ve, da mu povzroča samo gorje in trpljenje. Nenadoma stoji pred njo Prešeren. Povsod jo išče zaman in jo prosi samo, da ji sme »gledat obličje milo«. Izpove ji, da je ona njegovega življenja magistrale in da se bo samo njej glasila njegova pesem. Tu stopi nenadno med njiju Scheuchenstuel, ki z ostro besedo očita Prešernu, da razdira mir v družini in izroča Julijo vsej Ljubljani v posmeh. Nato pride še Primčeva, ki kliče Julijo v hišo, ker je prišel škof Wolf, ki jo želi videti. Ko pride bliže, zagleda Prešerna in ogorčena mu pove, da mu ne bo nikdar dala svoje hčere. Ko odhajajo, zaupa Primčeva Scheuchenstuelu, da je prosila škofa, naj Julijo pregovori k zaroki. Prešeren ostane sam in spozna, da sedaj nima nobenega upanja več. Primčeva privede na verando škofa Wolfa, nakar vstopi tudi Julija. V dobrotljivem, nato pa odločnem tonu ji škof zabiča, da je med njo in brezbožnim pesnikom visoka stena, čez katero ni nobene poti. Vzame naj Jožefa, ki da jo iskreno ljubi — Julija se vda ter pokliče mater in Scheuchenstuela, Kastelicu Wolf čestita.
Skupaj praznujejo zaroko. Prešerna prižene njegov obup spet pod Julijino okno, kjer postane priča zaročne podoknice. Ko pevci odidejo,
je Prešeren tako blizu obupa, da mu pridejo samomorilne misli (»prijazna smrt, predolgo se ne mudi«), Tu pa pride Čop, ki ga spomni na usodo pesnika, ki mora nositi v srcu »pekel al nebo«. Prešeren uvidi, da ne sme upat sreče, ki mu je sovražna, in se vda v svojo usodo.
»Vendar mladost, po tvoji temni zarji srce zdihvalo bo mi: Bog te obvarji!«